# Cratere Seidel
Seidel è un cratere lunare di 55,39 km situato nella parte sud-occidentale della faccia nascosta della Luna.